# Kitsos Tzavelas

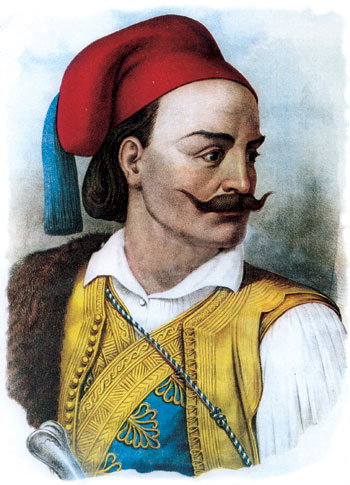
Kitsos Tzavelas tijdens de Griekse Onafhankelijkheidsoorlog.

Kitsos Tzavelas (Grieks: Κίτσος Τζαβέλας) (Souli, 1800 – Athene, 21 maart 1855) was een Grieks strijder in de Griekse Onafhankelijkheidsoorlog, generaal in het Griekse leger en eerste minister.

## Levensloop
Tzavelas werd geboren in de regio Epirus. Hij was de zoon van Fotos Tzavelas en de kleinzoon van Lambros Tzavelas, die allebei bekend waren door hun rol in de Souliotische opstanden tegen Ali Pasja, de pasja van Ioannina. Wegens deze betrokkenheid bracht Tzavelas zijn jeugd in ballingschap op Korfoe door.
Naast Georgios Karaiskakis speelde Tzavelas een belangrijke rol in de Griekse Onafhankelijkheidsoorlog. Ze konden zich onderscheiden tijdens het Derde Beleg van Mesolongi. Na de aankomst van regent Ioannis Kapodistrias in Griekenland later deze oorlog, was Tzavelas verantwoordelijk voor de bevrijding van een groot deel van Centraal-Griekenland.
Na de onafhankelijkheid van Griekenland was hij als supporter van Ioannis Kapodistrias een van de oprichters van de Russische Partij, een conservatieve en aarts-orthodoxe partij tijdens de regeerperiode van koning Otto. Nadat hij in 1834 beschuldigd werd om een revolutie tegen de koning te organiseren, werd hij samen met andere prominenten van de Russische Partij gevangengezet door de Regentenraad onder leiding van Joseph Ludwig von Armansperg. Toen koning Otto in 1835 officieel volwassen werd, werd de mannen vrijgelaten en later werd Tzavelas zelfs benoemd tot vleugeladjudant van de koning.
In 1844 werd hij minister van Defensie in de regering van Ioannis Kolettis. Nadat deze in 1847 overleed, volgde Tzavelas hem op 17 september van hetzelfde jaar op als eerste minister. Hij behield dit mandaat tot op 19 maart 1848.
In februari 1854 was hij de leider van de Epirusrevolutie, een revolutie in Epirus waarbij de revolutionairen om aansluiting bij Griekenland vroegen. Eén jaar later overleed Tzavelas in Athene.
- Gemeinsame Normdatei: 120551314
- International Standard Name Identifier: 0000 0000 4498 7813
- Library of Congress Control Number: no2006018956
- Virtual International Authority File: 24144814245552478004
- WorldCat: E39PBJyxpyBrbV84YPbH8fryVC